# Лилли, Эдмунд (живописец)
Эдмунд Лилли (англ. Edmund Lilly; ?—1716) — английский живописец-портретист.
Происходивший из Норфолка, Лилли испытал влияние видных современников-портретистов: Готфрида Кнеллера, Михаэля Даля и Джона Клостермана. Как портретист он известен, главным образом, благодаря покровительству со стороны королевы Анны Стюарт. Королева, предпочитавшая Лилли более известным современникам, как минимум дважды позировала ему для официальных портретов, воспроизводившихся для представителей крупной аристократии. В частности известен портрет 1703 года, находящийся в Бленхеймском дворце и опубликованный в виде гравюры меццотинтиста Джона Саймона; в XIX веке английский писатель Сэмюел Рэдгрейв считал эту работу «невыдающейся, слабой по рисунку и выразительности, холодной и блеклой в колорите», тогда как в персоналии для «Художественного словаря Гроува» Ричард Джеффри определяет её как «самый грандиозный» из всех официальных портретов Анны, испытывающий влияние манеры Клостермана. Королева также доверила ему написание портрета своего сына герцога Глостерского (около 1698; Виндзорский замок).
Помимо портретов королевской семьи, Лилли принадлежат характерный по художественным качествам портрет врача Эдварда Тайсона (около 1695; Королевский колледж врачей) и портрет богослова и театрального критика Джереми Кольера, известный по меццо-тинто Уильяма Фэйтхорна Младшего; последние известные работы Лилли — портреты баронета Уитмора Актона и его супруги, датируемые 1707 годом и несущие черты влияния Иоганна Керсебома. Сообщается, что Лилли также писал исторические сюжеты и натюрморты, однако сохранившихся произведений подобного рода не обнаруживается.
Лилли был похоронен в Ричмонде 25 мая 1716 года; в завещании, заверенном 11 июля этого же года, живописец оставил своё имущество ближайшим родственникам: жене Кэтрин Хиндли, кузену Уильяму Стореру и племяннику Эдварду Лилли; последнему он передал несколько достаточно подробно описанных картин: портретов, религиозных и мифологических сцен.

## Галерея

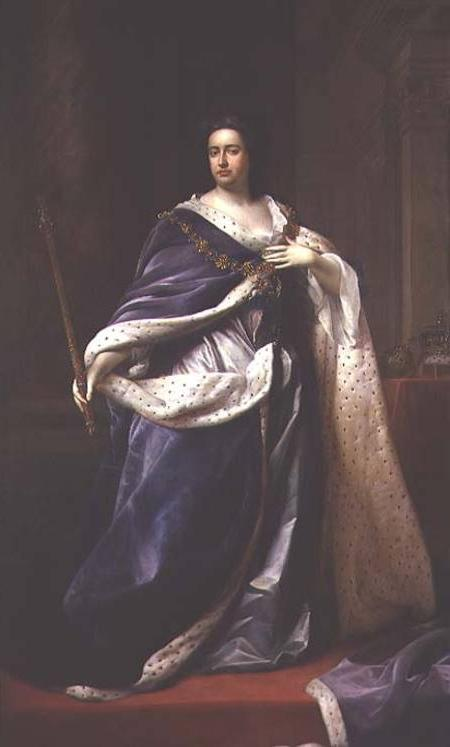
Портрет королевы Анны. 1703 Х., м.. 239 × 143,5 см Бленхеймский дворец
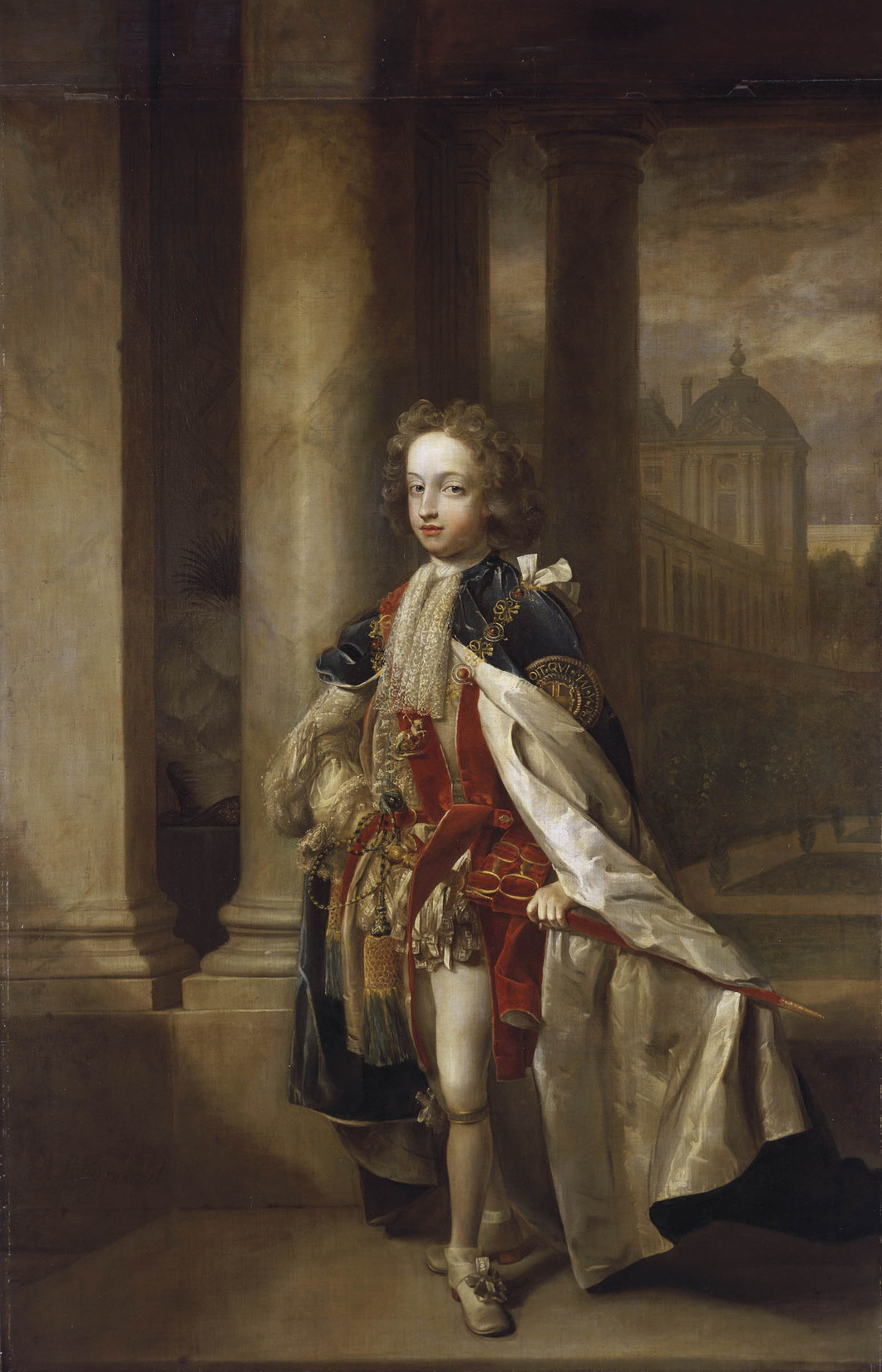
Портрет герцога Глостерского. Около 1698 Х., м.. 219,5 × 129,2 см Виндзорский замок
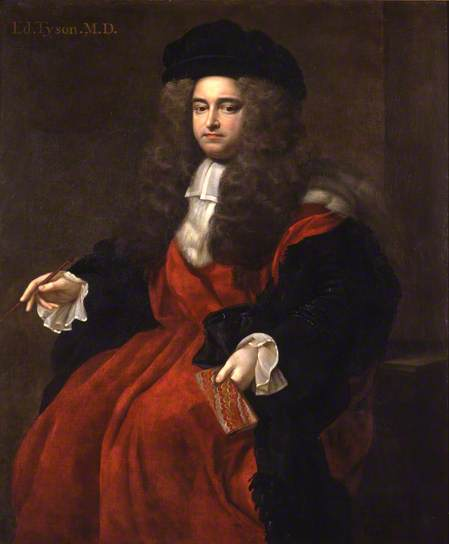
Портрет Эдварда Тайсона. Около 1695 Х., м.. 126,4 × 102,2 см Королевский колледж врачей, Лондон